# Polyommatus
Polyommatus Latreille, 1804, è un genere di lepidotteri appartenente alla famiglia Lycaenidae, caratterizzato dalle abitudini sociali nella loro fase di maturazione, con i bruchi che vivono in simbiosi con le formiche.
Tutte le sue specie sono state ritrovate nell'ecozona paleartica. Recenti e approfonditi studi a livello molecolare hanno dimostrato che i generi Cyaniris e Lysandra, inizialmente inclusi tra i Polyommatus, hanno differenze tali da esserne stati differenziati.

## Tassonomia
Le specie appartenenti a questo taxon sono:
- Polyommatus abdon E. & U. Aistleitner, 1994
- Polyommatus achaemenes (Skala, 2002)
- Polyommatus actinides (Staudinger, 1886)
- Polyommatus actis (Herrich-Schäffer, 1851)
- Polyommatus admetus (Esper, 1785)
- Polyommatus aedon (Christoph, 1887)
- Polyommatus afghanicus (Forster, 1973)
- Polyommatus afghanistana (Forster, 1972)
- Polyommatus ahmadi (Carbonell, 2001)
- Polyommatus alcestis (Zerny, 1932)
- Polyommatus aloisi (Bálint, 1988)
- Polyommatus altivagans (Forster, 1956)
- Polyommatus amandus (Schneider, 1792) Amanda's blue
- Polyommatus amor (Lang, 1884)
- Polyommatus annamaria (Tutt, 1909)
- Polyommatus anthea (Grum-Grshimailo, 1890)
- Polyommatus anticarmon (Koçak, 1983)
- Polyommatus antidolus (Rebel, 1901)
- Polyommatus apennina (Zeller, 1847)
- Polyommatus arasbarani (Carbonell & Naderi, 2000)
- Polyommatus ardschira (Brandt, 1938)
- Polyommatus ariana (Tutt, 1909)
- Polyommatus aroaniensis (Brown, 1976) Grecian anomalous blue
- Polyommatus artvinensis (Carbonell, 1997)
- Polyommatus aserbeidschanus (Forster, 1956)
- Polyommatus atlantica (Elwes, 1905)
- Polyommatus attalaensis (Carbonell et al., 2004)
- Polyommatus australorossicus (Lukhtanov & Dantchenko, 2017)
- Polyommatus avinovi (Shchetkin, 1980)
- Polyommatus baltazardi (de Lesse, 1963)
- Polyommatus barmifiruze (Carbonell, 2000)
- Polyommatus baytopi (de Lesse, 1959)
- Polyommatus bellargus (Rottemburg, 1775) Adonis blue
- Polyommatus bellis (Freyer, 1845)
- Polyommatus bilgini (Dantchenko & Lukhtanov, 2002)
- Polyommatus bilucha (Moore, 1884)
- Polyommatus birunii (Eckweiler & ten Hagen, 2001)
- Polyommatus biton (Sulzer, 1776)
- Polyommatus bogra Tshikolovets, 1992
- Polyommatus boisduvalii (Herrich-Schäffer, 1844)
- Polyommatus buzulmavi (Carbonell, 1992)
- Polyommatus caeruleus (Staudinger, 1871)
- Polyommatus carmon (Herrich-Schäffer, 1851)
- Polyommatus carmonides (de Lesse, 1960)
- Polyommatus celina (Austaut, 1879)
- Polyommatus chitralensis (Oberthür, 1910)
- Polyommatus cilicius (Carbonell, 1998)
- Polyommatus ciloicus (Tutt, 1909)
- Polyommatus coelestina (Eversmann, 1843)
- Polyommatus coridon (Poda, 1761) chalkhill blue
- Polyommatus cornelia (Gerhard, 1851)
- Polyommatus corona (Verity, 1936)
- Polyommatus csomai (Forster, 1938)
- Polyommatus cyane (Eversmann, 1837)
- Polyommatus cyaneus (Staudinger, 1899)
- Polyommatus dagestanicus (Forster, 1960)
- Polyommatus dagmara (Grum-Grshimailo, 1888)
- Polyommatus dama (Staudinger, 1891) Mesopotamian blue
- Polyommatus damocles (Herrich-Schäffer, 1844)
- Polyommatus damon (Denis & Schiffermüller, 1775)
- Polyommatus damone (Eversmann, 1841)
- Polyommatus damonides (Staudinger, 1899)
- Polyommatus dantchenkoi (Lukhtanov & Wiemers, 2003)
- Polyommatus daphnis (Denis & Schiffermüller, 1775)
- Polyommatus darius (Eckweiler & ten Hagen, 1998)
- Polyommatus deebi (Larsen, 1974)
- Polyommatus demavendi (Pfeiffer, 1938)
- Polyommatus dezinus (de Freina & Witt, 1983)
- Polyommatus diana (Miller, 1912)
- Polyommatus dizinensis (Schurian, 1982)
- Polyommatus dolus (Hübner, 1823) furry blue
- Polyommatus dorylas (Denis & Schiffermüller, 1775)
- Polyommatus dux (Tutt, 1909)
- Polyommatus ectabanensis (de Lesse, 1963)
- Polyommatus elbursicus (Forster, 1956)
- Polyommatus elena Stradomsky & Arzanov, 1999
- Polyommatus ellisoni (Pfeiffer, 1931)
- Polyommatus elvira (Eversmann, 1854)
- Polyommatus erigone (Grum-Grshimailo, 1890)
- Polyommatus eriwanensis (Forster, 1960)
- Polyommatus ernesti (Eckweiler, 1989)
- Polyommatus eroides (Frivaldszky, 1835)
- Polyommatus eros (Ochsenheimer, 1808)
- Polyommatus erotides (Kurentzov, 1970)
- Polyommatus erotulus (Lang, 1884)
- Polyommatus erschoffi (Lederer, 1869)
- Polyommatus escheri (Hübner, 1823)
- Polyommatus esfahensis (Carbonell, 2000)
- Polyommatus eurypilus (Freyer, 1852)
- Polyommatus evansi (Forster, 1956)
- Polyommatus everesti (Grum-Grshimailo, 1890)
- Polyommatus fabiani (Staudinger, 1899)
- Polyommatus fabressei (Oberthür, 1910) Oberthür's anomalous blue
- Polyommatus fatima (Eckweiler & Schurian, 1980)
- Polyommatus femininoides (Eckweiler, 1987)
- Polyommatus firdussii (Forster, 1956)
- Polyommatus forresti (Kurentzov, 1970)
- Polyommatus forsteri (Pfeiffer, 1938)
- Polyommatus fraterluci (Grum-Grshimailo, 1890)
- Polyommatus frauvartianae (Lederer, 1870)
- Polyommatus fulgens (Sagarra, 1925) Catalan furry blue
- Polyommatus glaucias (Lederer, 1870)
- Polyommatus golgus (Hübner, 1813) Sierra Nevada blue
- Polyommatus gorbunovi (Eckweiler, 1989)
- Polyommatus guezelmavi (Olivier, Puplesiene, van der Poorten, de Prins & Wiemers, 1999)
- Polyommatus haigi (Dantchenko & Lukhtanov, 2002)
- Polyommatus hamadanensis (de Lesse, 1959)
- Polyommatus hispana (Herrich-Schäffer, 1852) Provence chalkhill blue
- Polyommatus hopfferi (Herrich-Schäffer, 1851)
- Polyommatus huberti (Carbonell, 1993)
- Polyommatus humedasae (Toso & Balletto, 1976) Piedmont anomalous blue
- Polyommatus hunza (Grum-Grshimailo, 1890)
- Polyommatus icadius (Grum-Grshimailo, 1890)
- Polyommatus icarus (Rottemburg, 1775) common blue
- Polyommatus igisizilim (Dantchenko, 2000)
- Polyommatus interjectus (De Lesse, 1960)
- Polyommatus iphicarmon (Courvoisier, 1913)
- Polyommatus iphidamon (Staudinger, 1899)
- Polyommatus iphigenia (Herrich-Schäffer, 1847)
- Polyommatus iphigenides (Staudinger, 1886)
- Polyommatus iranicus (Forster, 1938)
- Polyommatus isauricoides (Gerhard, 1851)
- Polyommatus ischkaschimicus (de Lesse, 1957)
- Polyommatus juldusa (Staudinger, 1886)
- Polyommatus juno (Grum-Grshimailo, 1891)
- Polyommatus kamtshadalis (Sheljuzhko, 1933)
- Polyommatus kanduli (Dantchenko & Lukhtanov, 2002)
- Polyommatus karindus (Riley, 1921)
- Polyommatus kashgharensis (Grum-Grshimailo, 1891)
- Polyommatus kendevani (Forster, 1956)
- Polyommatus khorasanensis (Carbonell, 2001)
- Polyommatus khoshyeilagi (Blom, 1979)
- Polyommatus klausschuriani (ten Hagen, 1999)
- Polyommatus kurdistanicus (Forster, 1961)
- Polyommatus lanka Moore 1877
- Polyommatus larseni (Carbonell, 1994)
- Polyommatus lorestanus (Eckweiler, 1997)
- Polyommatus lycius (Carbonell, 1996)
- Polyommatus magnifica (Grum-Grshimailo, 1885)
- Polyommatus marcida (Lederer, 1870)
- Polyommatus melamarina (Dantchenko, 2000)
- Polyommatus melanius (Staudinger, 1886)
- Polyommatus menalcas (Freyer, 1837)
- Polyommatus menelaos (Kurentzov, 1970)
- Polyommatus meoticus (Ochsenheimer, 1808)
- Polyommatus merhaba (de Prins, van der Poorten, Borie, Oorschot, Riemis & Coenen, 1991)
- Polyommatus miris (Staudinger, 1881)
- Polyommatus mithridates (Toso & Balletto, 1976)
- Polyommatus mofidi (de Lesse, 1963)
- Polyommatus molleti (Carbonell, 1994)
- Polyommatus morgani (Le Cerf, 1909)
- Polyommatus muetingi (Bálint, 1992)
- Polyommatus myrrha (Herrich-Schäffer, 1851)
- Polyommatus nadira (Moore, 1884)
- Polyommatus nekrutenkoi (Dantchenko et al., 2004)
- Polyommatus nephohiptamenos (Brown & Coutsis, 1978) Higgins's anomalous blue
- Polyommatus ninae (Forster, 1956)
- Polyommatus nivescens (Keferstein, 1851) mother-of-pearl blue
- Polyommatus nuksani (Forster, 1937)
- Polyommatus olympicus (Lederer, 1852)
- Polyommatus paulae (Wiemers & De Prins, 2004)
- Polyommatus peilei (Le Cerf, 1909)
- Polyommatus pfeifferi (Brandt, 1938)
- Polyommatus phillipi (Lederer, 1852)
- Polyommatus phyllides (Staudinger, 1886)
- Polyommatus phyllis (Christoph, 1877)
- Polyommatus pierceae (Lukhtanov & Dantchenko, 2002)
- Polyommatus pierinoi (Grum-Grshimailo, 1890)
- Polyommatus polonus (Schurian & Hofmann, 1983)
- Polyommatus poseidon (Herrich-Schäffer, [1851])
- Polyommatus poseidonides (Staudinger, 1886)
- Polyommatus posthumus (Christoph, 1877)
- Polyommatus pseudactis (Forster, 1960)
- Polyommatus pseuderos (Kurentzov, 1970)
- Polyommatus pseudoxerxes (Forster, 1956)
- Polyommatus pulchella (Bernard, 1951)
- Polyommatus putnami (Dantchenko & Lukhtanov, 2002)
- Polyommatus ripartii (Freyer, 1830) Ripart's anomalous blue
- Polyommatus rjabovi (Forster, 1960)
- Polyommatus rovshani (Christoph, 1877)
- Polyommatus sagratrox (Aistleitner, 1986)
- Polyommatus schuriani (Rose, 1978)
- Polyommatus semiargus (Rottemburg, 1775)
- Polyommatus sennanensis (de Lesse, 1959)
- Polyommatus sertavulensis (Koçak, 1979)
- Polyommatus shahrami (Skala, 2001)
- Polyommatus shamil (Dantchenko, 2000)
- Polyommatus sheikh (Dantchenko, 2000)
- Polyommatus sigberti (Olivier, Poorten, Puplesiene & de Prins, 2000)
- Polyommatus singalensis Moore, 1877
- Polyommatus stigmatifera (Ochsenheimer, 1808)
- Polyommatus stoliczkanus (Felder & Felder, 1865)
- Polyommatus surakovi (Koçak, 1996)
- Polyommatus sutleja (Moore, 1882)
- Polyommatus syriaca (Tutt, 1914)
- Polyommatus tankeri (de Lesse, 1960)
- Polyommatus tenhageni Schurian & Eckweiler, 1999
- Polyommatus theresiae (Schurian & van Oorschot & van den Brink, 1992)
- Polyommatus thersites (Cantener, 1834) Chapman's blue
- Polyommatus transcaspicus (Staudinger, 1899)
- Polyommatus tshetverikovi (Ochsenheimer, 1808)
- Polyommatus tsvetaevi (Forster, 1961)
- Polyommatus turcicolus (Koçak, 1977)
- Polyommatus turcicus (Koçak, 1977
- Polyommatus valiabadi (Rose & Schurian, 1977)
- Polyommatus vanensis (de Lesse, 1957)
- Polyommatus venus (Staudinger, 1886)
- Polyommatus violetae (Gómez-Bustillo, Expósito & Martínez, 1979) Andalusian anomalous blue
- Polyommatus vittatus (Oberthür, 1892)
- Polyommatus wagneri (Forster, 1956)
- Polyommatus xerxes (Forster, 1956)
- Polyommatus yurinekrutenko (Koçak, 1996)
- Polyommatus zamotajlovi (Shchurov & Lukhtanov, 2001)
- Polyommatus zapvadi (Carbonell, 1993)
- Polyommatus zarathustra (Eckweiler, 1997)
- Polyommatus zardensis (Schurian & ten Hagen, 2001)

## Sinonimi
- Nomiades Hübner, [1819]
- Hirsutina Tutt, 1909
- Bryna Evans, 1912
- Uranops Hemming, 1929
- Paragrodiaetus Rose & Schurian, 1977
- Glaucolinea Wang & Rehn

## Sottogeneri
- Polyommatus
- Agrodiaetus Hübner, 1822
- Meleageria Sagarra, 1925
- Plebicula Higgins, 1969
- Neolysandra Koçak, 1977